# Whiteswan Lake Park
Whiteswan Lake Park är en park i Kanada.   Den ligger i provinsen British Columbia, i den södra delen av landet, 3 000 km väster om huvudstaden Ottawa. Whiteswan Lake Park ligger 1 730 meter över havet. Den ligger vid sjön Whiteswan Lake.
Terrängen runt Whiteswan Lake Park är huvudsakligen bergig, men åt nordväst är den kuperad. Trakten runt Whiteswan Lake Park är nära nog obefolkad, med mindre än två invånare per kvadratkilometer.. Det finns inga samhällen i närheten.
I omgivningarna runt Whiteswan Lake Park växer i huvudsak barrskog.